# Nina Petrovna Jrushchova
Nina Petrovna Jrushchova (en ruso: Нина Петровна Хрущёва, en ucraniano: Ні́на Петрі́вна Хрущо́ва; née Kujarchuk; en ruso: Кухарчук) (14 de abril de 1900 - 13 de agosto de 1984) fue la segunda esposa del líder soviético Nikita Jrushchov.

## Biografía
Nina Kujarchuk nació de una familia ucraniana (más correctamente, Lemki )[cita requerida] en un pueblo de Wasylów, que entonces era parte del Imperio ruso, pero ahora en Polonia. Sus padres, Piotr Vasílievich Kujarchuk y Yekaterina Petrovna Bondarchuk, eran campesinos. Después de completar tres años de escuela primaria en su pueblo, en 1912 se matriculó en una escuela en Lublin y luego en una escuela superior en Chelm. Tras el comienzo de la Primera Guerra Mundial, Kujarchuk se trasladó a Odesa, donde estudió hasta 1919 y trabajó como secretaria. En 1919, se unió a los bolcheviques en Odesa. Kujarchuk hablaba con fluidez francés, polaco, ruso, ucraniano, así como su dialecto nativo Lemki y se convirtió en una de las líderes de la Liga de Jóvenes Comunistas en Odesa, entonces ocupada por los franceses. Kujarchuk y Tarás Frankó, hijo de Iván Frankó, se incorporaron luego al buró del partido de Galitzia, creado por orden de Vladímir Lenin para difundir las ideas comunistas entre el Ejército ucraniano de Galitzia. En junio de 1920, fue nombrada agitadora en la Guerra polaco-soviética y se convirtió en líder del departamento de educación y del departamento de mujeres del Comité Central del Partido Comunista de Ucrania Occidental. Más tarde, ese mismo año, Kujarchuk fue enviada a Moscú para continuar sus estudios. En 1921, se convirtió en maestra en una escuela del partido comunista en Bajmut, pero pronto enfermó de tifus y, después de recuperarse, la trasladaron a una escuela similar en Donetsk. Allí, en 1922, Kujarchuk conoció a Nikita Jruschov, con quien pasó la mayor parte de su vida restante.

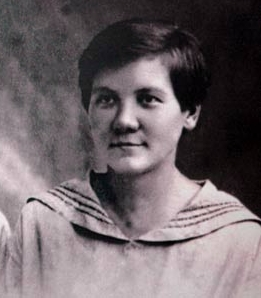
Nina Jrushchova en 1924.

En 1926, Kujarchuk fue enviada nuevamente a Moscú para estudiar economía política, y luego enseñó en una escuela del partido en Kiev. En Kiev, en 1929, dio a luz a Rada, su primera hija con Jruschov. También se hizo cargo de los dos hijos de Jruschov de su matrimonio anterior, y cuando en 1930 Jruschov fue enviado a Moscú, ella lo siguió hasta allí. En Moscú, Kujarchuk vivía con los padres de Jruschov y trabajaba como líder del partido en una fábrica de lámparas. En 1935, dio a luz a su hijo Serguéi y en 1937 a su hija Elena, quien murió a los 35 años debido a problemas de salud.  

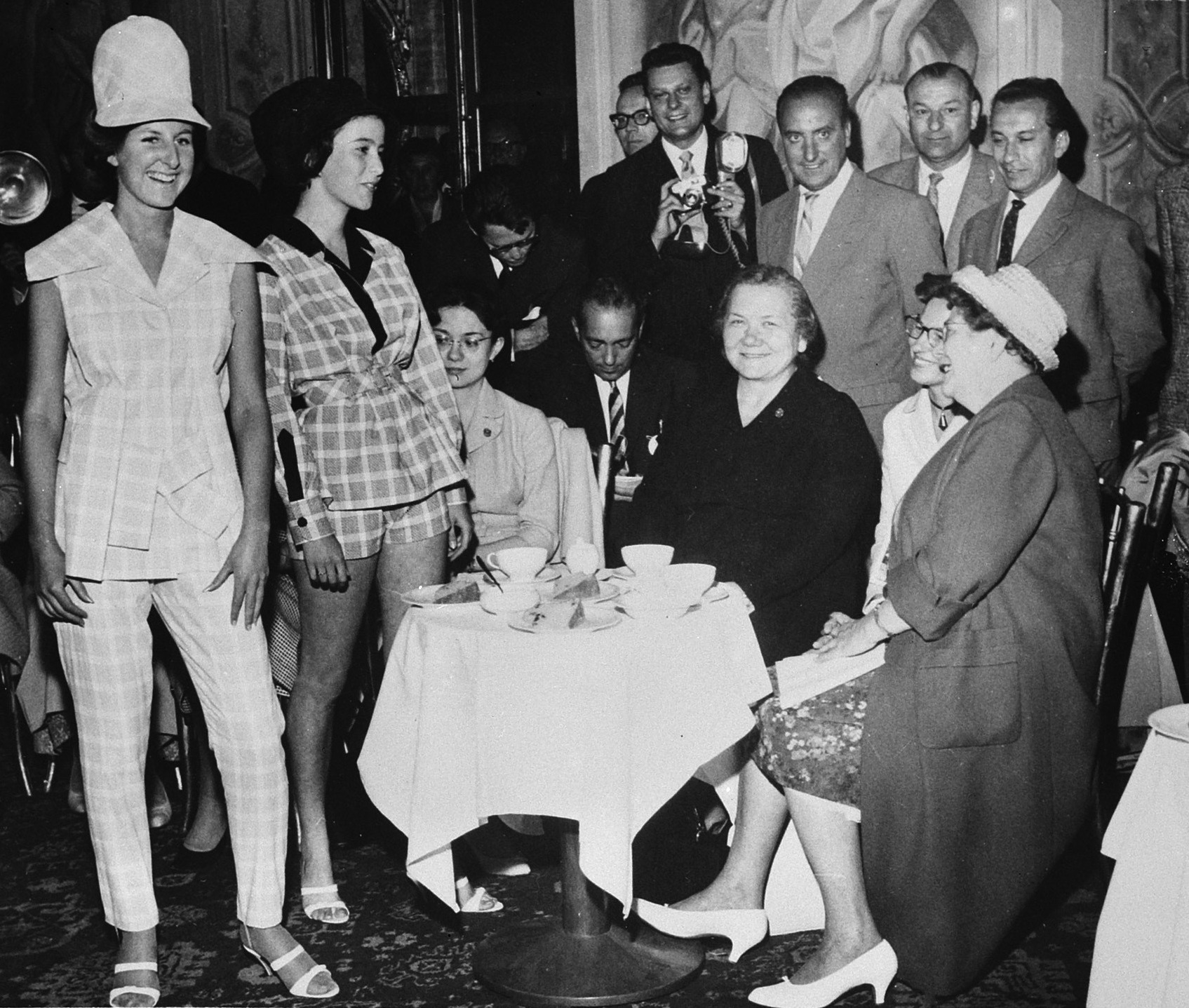
Nina Jruschova en un desfile de moda en 1960.

En 1938, Jruschov fue nombrado Primer Secretario del Partido Comunista de la RSS de Ucrania y su familia regresó a Kiev, pero solo tres años después fueron evacuados a Samara debido a la invasión alemana de la Unión Soviética.  
Después de que Jruschov se convirtiera en líder soviético en 1953, Kujarchuk actuó como primera dama de la Unión Soviética, en una posición que no era de carácter oficial con los líderes soviéticos anteriores. A diferencia de sus predecesoras, ella acompañó a Jruschov en sus viajes al extranjero, participó en eventos oficiales y fue directora de facto de la vida privada de Jruschov. Se podía comunicar en cinco idiomas: ruso, ucraniano, polaco, francés e inglés, que estudió durante muchos años en varias escuelas del Partido Comunista.

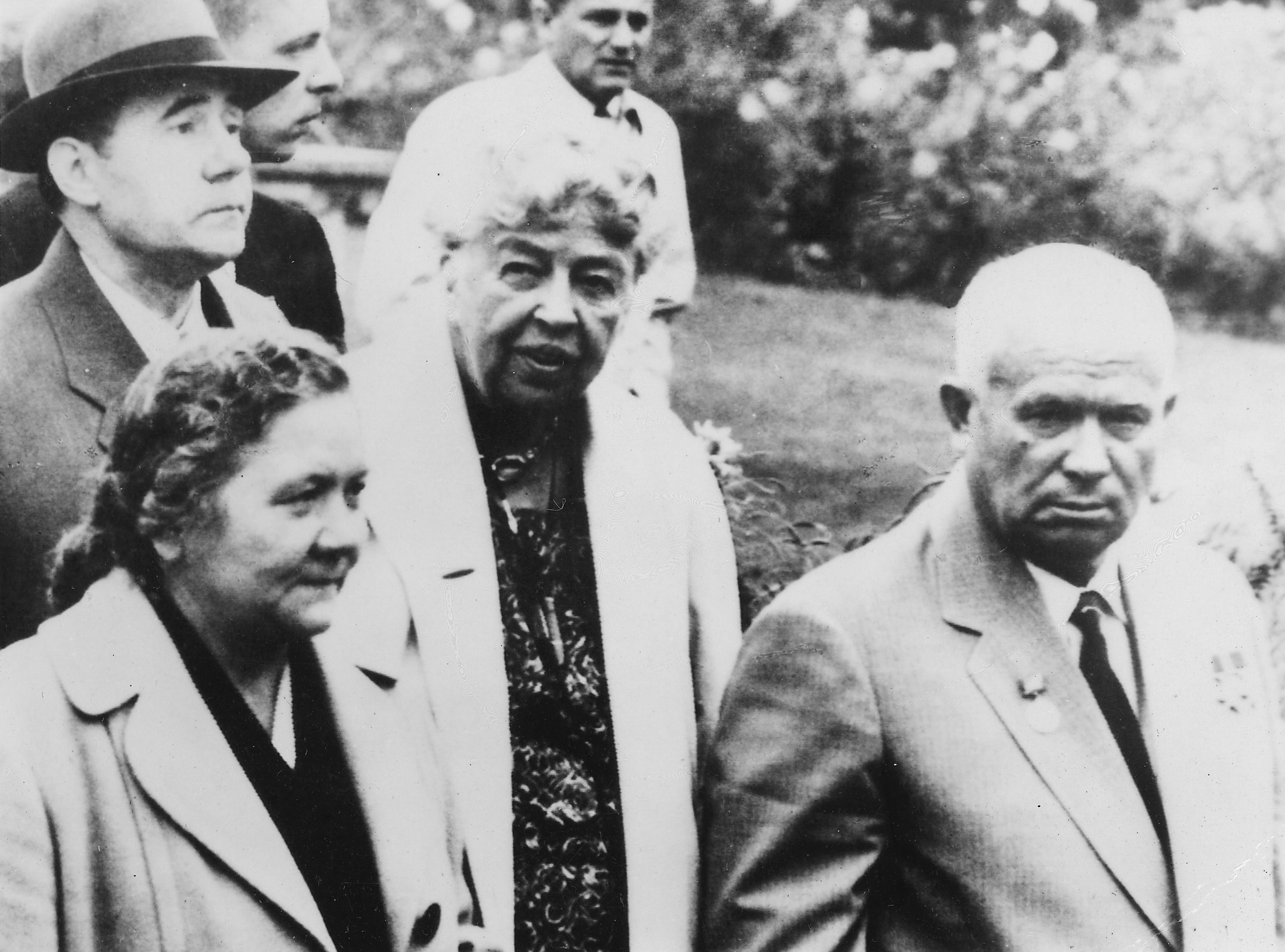
Andréi Gromiko, Nina Jruschova, Eleanor Roosevelt y Nikita Jrushchov en Hyde Park, Nueva York, en 1959.

Kujarchuk y Jruschov se casaron oficialmente solo en 1965, después de que Jruschov se retirara de su cargo. Pasó el resto de su vida en Zhúkovka en el Óblast de Moscú. Murió el 13 de agosto de 1984 a la edad de 84 años.